# Ernia
Per ernia (dal greco antico: ἔρνος?, èrnos, "germoglio, bocciolo") si intende la fuoriuscita di viscere dalla cavità che normalmente lo contiene, attraverso un orifizio, un canale anatomico o comunque una soluzione di continuo. La terapia è prettamente chirurgica.

## Evoluzione storica della terapia
L'ernia è responsabile di una sintomatologia non particolarmente dolorosa ma fastidiosa e spesso molto invalidante. Sin dall'età antica si sia cercato di curarla chirurgicamente nonostante la pericolosità di interventi praticati in mancanza delle più semplici tecniche antisettiche o anestesiologiche.
Le ernie addominali possono essere riparate chirurgicamente, ma la chirurgia ha complicanze. Il tempo necessario per il recupero dopo il trattamento è ridotto se l'ernia viene operata per via laparoscopica. Tuttavia, la chirurgia a cielo aperto può essere eseguita a volte senza anestesia generale. Le ernie non complicate sono principalmente riparate spingendo indietro, o "riducendo", il tessuto erniato e poi riparando la debolezza del tessuto muscolare (un'operazione chiamata herniorrhaphy). Se si sono verificate complicanze, il chirurgo controllerà la vitalità dell'organo erniato e ne rimuoverà una parte se necessario.
L'intervento che, per ovvi motivi, doveva essere rapido ed esangue, consisteva nell'isolare il "sacco", nell'aprirlo, nel ridurre in cavità addominale i visceri erniati e nel richiuderlo, asportandone il corpo ed il fondo e cauterizzandone i monconi.
 Non prevedeva quindi una chiusura adeguata della parete addominale per cui era inevitabile la recidiva della malattia.
È vanto della scuola chirurgica italiana il metodo che, alla fine del XIX secolo, venne proposto per la terapia chirurgica "radicale" dell'ernia. Si deve al chirurgo pavese Edoardo Bassini che alla fine dell'Ottocento propose una tecnica di asportazione dell'ernia inguinale con "contemporanea ricostruzione della parete inguinale".
Un'autentica rivoluzione tecnica avvenne quando per la ricostruzione e il rinforzo della porta erniaria si cominciarono ad utilizzare sottili reti protesiche di materiale bio-compatibile. Questo metodo, che vede tra i suoi primi ideatori Irving L. Liechtenstein e un italo-americano, E. Trabucco, conta numerose varianti. Una delle più recenti l'ernioplastica inguinale secondo Angelo Sorge prevede l'utilizzo di protesi autofissanti e semiriassorbibili e non prevede l'uso del plug sostituito da una bendarella di cellolosa rigenerata ed ossidata, abbattendo drasticamente l'incidenza di complicanze come il dolore cronico e le recidive. Le tecniche di rinforzo muscolare spesso coinvolgono materiali sintetici (una protesi a maglie). La rete, o mesh, viene posizionata sopra il difetto (riparazione anteriore) o sotto il difetto (riparazione posteriore). A volte le graffette vengono utilizzate per mantenere la rete in posizione. Questi metodi di riparazione delle maglie sono spesso chiamati riparazioni "senza tensione" perché, a differenza di alcuni metodi di sutura (ad esempio, Shouldice), il muscolo non viene tirato insieme sotto tensione. Tuttavia, questa terminologia ampiamente utilizzata è fuorviante in quanto vi sono molti metodi di sutura privi di tensioni che non utilizzano la rete (ad esempio, Desarda, Guarnieri, Lipton-Estrin, ecc.)
L'evidenza suggerisce che i metodi privi di tensione (con o senza mesh) spesso hanno una percentuale più bassa di recidive e il periodo di recupero più veloce rispetto ai metodi di sutura della tensione. Tuttavia, tra le altre possibili complicazioni, l'uso di mesh protesica sembra avere una maggiore incidenza di dolore cronico e, talvolta, infezione.
Poiché il metodo utilizzato per riparazione dell'ernia addominale (e in particolare per l'ernia inguinale) può incidere sulla qualità della vita del paziente dopo l’operazione (dolore cronico) e sulla comparsa di recidive, i mezzi di informazione hanno sempre dimostrato molto interesse, a volte in modo enfatico, verso le innovazioni tecniche messe a punto da chirurghi di tutto il mondo. I medici infatti continuano a studiare nuove tipologie di reti (più leggere, parzialmente o totalmente riassorbibili) o nuove soluzioni per sostituire i vecchi punti di sutura, tra cui l'uso della colla di fibrina..

## Descrizione generale
I termini "visceri" e "viscere" (pluralia tantum) indicano in generale tutti gli organi contenuti in una delle cavità presenti in un organismo. Le cavità in questione sono tre, cerebrale, toracica e addominale, ma sono soggetti a erniarsi soltanto i visceri mobili o quelli colpiti da determinate patologie.
Un'ernia particolare è quella che si fa strada in corrispondenza della cicatrice di una "pregressa" ferita laparotomica; in questo caso si parla di laparocele o di ernia post-laparotomica (incisional hernia per gli autori di lingua inglese).
Le ernie sono di un certo numero di tipi diversi. Più comunemente coinvolgono l'addome, in particolare l'inguine. Le ernie inguinali sono le più comuni, seguite da quelle femorali. Altre ernie includono ernie iatali, da incisione ed ernie ombelicali. I sintomi sono presenti in circa il 66% delle persone con ernie inguinali. Questo può includere dolore o disagio soprattutto durante la tosse, l'esercizio fisico o durante la defecazione. Spesso peggiora durante il giorno e migliora quando si è sdraiati. Potrebbe verificarsi un'area gonfia che diventa più grande quando ci si abbassa. Le ernie inguinali si verificano più spesso a destra che a sinistra. La preoccupazione principale è lo strozzamento dell'ernia, in cui il flusso di sangue dell'ansa intestinale viene bloccato. Questo di solito produce dolore nell'area. Le ernie iatali spesso provocano il bruciore di stomaco ma possono anche causare dolore al petto o dolore durante il pasto.
Le ernie inguinali che non causano sintomi nei maschi non devono essere riparate. La riparazione, tuttavia, è generalmente raccomandata nelle donne a causa del più alto tasso di ernie femorali che hanno più complicazioni. Se si verifica lo strozzamento è necessario un intervento chirurgico immediato. La riparazione può essere eseguita con chirurgia laparotomica o chirurgia laparoscopica. La chirurgia laparotomica ha il vantaggio di poter essere eseguita in anestesia locale piuttosto che in anestesia generale. La chirurgia laparoscopica generalmente comporta minor dolore dopo la procedura. Un'ernia iatale può essere trattata con cambiamenti dello stile di vita, come alzare la testa del letto, dimagrire e regolare le abitudini alimentari. I farmaci come i bloccanti H2 o gli inibitori della pompa protonica possono aiutare. Se i sintomi non migliorano con i farmaci, l'intervento noto come fundoplicatio laparoscopico può essere un'opzione.
Circa il 27% dei maschi e il 3% delle femmine sviluppano un'ernia inguinale in qualche momento della loro vita. Ernie inguinali, femorali e addominali erano presenti in 18,5 milioni di persone e nel 2015 hanno causato 59 800 decessi. Le ernie dell'inguine si verificano più spesso prima dell'età di uno e dopo i cinquant'anni. Non è noto quanto comunemente si verifichino ernie iatali, con stime in Nord America che variano dal 10 all'80%. La prima descrizione nota di un'ernia risale almeno al 1550 a.C. nel papiro Ebers, proveniente dall'Egitto.

## Fattori di rischio
I fattori di rischio per lo sviluppo di un'ernia includono: fumo, broncopneumopatia cronica ostruttiva, obesità, gravidanza, dialisi peritoneale, malattia vascolare del collagene, precedente appendicectomia aperta e l'abitudine di trattenere gli starnuti, tra gli altri. Le ernie sono in parte genetiche e si verificano più spesso in alcune famiglie. Non è chiaro se le ernie inguinali siano associate al sollevamento di carichi pesanti. Le ernie possono spesso essere diagnosticate sulla base di segni e sintomi. Occasionalmente viene utilizzata l'imaging medico per confermare la diagnosi o escludere altre possibili cause. La diagnosi di ernia iatale è spesso endoscopica.

## Sintomatologia e complicazioni
Di gran lunga le ernie più comuni si sviluppano nell'addome, quando una debolezza nella parete addominale si evolve in un "difetto", attraverso il quale il tessuto adiposo, o gli organi addominali coperti di peritoneo, possono sporgere. Un'altra ernia comune coinvolge i dischi spinali e provoca sciatalgia. Un'ernia iatale si verifica quando lo stomaco sporge nel mediastino attraverso l'apertura esofagea nel diaframma.
Le ernie possono presentare o meno dolore al sito, un nodulo visibile o palpabile o, in alcuni casi, sintomi più vaghi derivanti dalla pressione su un organo che si è "bloccato" nell'ernia, a volte portando a disfunzione d'organo. Il tessuto adiposo di solito entra prima in un'ernia, ma può essere seguito o accompagnato da un organo.
Le ernie sono causate da una rottura o apertura nella fascia, o tessuto fibroso, che forma la parete addominale. È possibile che il rigonfiamento associato a un'ernia vada e venga, ma il difetto nel tessuto persisterà.
I sintomi e i segni variano a seconda del tipo di ernia. I sintomi possono essere o non essere presenti in alcune ernie inguinali. Nel caso di ernie riducibili, un rigonfiamento all'inguine o in un'altra zona addominale può spesso essere visto e sentito. Quando si è in piedi, tale rigonfiamento diventa più evidente. Oltre al rigonfiamento, altri sintomi includono dolore all'inguine, che può anche comprendere una sensazione di pesante o trascinamento e, negli uomini, a volte c'è dolore e gonfiore nello scroto intorno all'area testicolare.
Le ernie addominali irriducibili o le ernie incarcerate possono essere dolorose, ma il loro sintomo più rilevante è che non possono ritornare nella cavità addominale quando vengono spinte. Possono essere croniche, sebbene indolori, e possono portare a strangolamento (perdita di afflusso di sangue), ostruzione (attorcigliamento dell'intestino), o entrambi. Le ernie strangolate sono sempre dolorose e il dolore è seguito dalla tenerezza. In questi casi possono verificarsi nausea, vomito o febbre a causa dell'ostruzione intestinale. Inoltre, il rigonfiamento dell'ernia in questo caso può diventare rosso, viola o scuro e rosa.
Nella diagnosi delle ernie addominali, l'imaging è il mezzo principale per rilevare le ernie diaframmatiche interne e altre ernie non palpabili o insospettate. Multidetector CT (MDCT) può mostrare con precisione il sito anatomico del sacco erniario, il contenuto del sacco e qualsiasi complicazione. MDCT offre anche chiari dettagli della parete addominale permettendo di identificare con precisione le ernie della parete

### Complicazioni
Le complicazioni possono insorgere post-operazione, incluso il rigetto della mesh che viene usata per riparare l'ernia. Nel caso di una reiezione della mesh, molto probabilmente sarà necessario rimuoverla. Il rigetto della mesh può essere rilevato da un evidente gonfiore e dolore localizzato a volte intorno all'area della mesh. Lo scarico continuo dalla cicatrice è probabile per un po' dopo che la rete è stata rimossa.
Un'ernia trattata chirurgicamente può portare a complicazioni come l'inguynodinia, mentre un'ernia non trattata può essere complicata da:
- Infiammazione
- Ostruzione di qualsiasi lume, come l'ostruzione intestinale nelle ernie intestinali
- Strozzamento
- Idrocele del sacco erniario
- Emorragia
- Problemi autoimmuni

Irriducibilità o incarcerazione, in cui non può essere ridotta o reinserita, almeno non senza un grande sforzo esterno. Nelle ernie intestinali, anche questo aumenta sostanzialmente il rischio di ostruzione intestinale e strangolamento.

## Cause
Le cause di ernia iatale variano a seconda di ogni individuo. Tra le molteplici cause, tuttavia, vi sono le cause meccaniche che includono: sollevamento non corretto di un peso, attacchi di tosse intensi, colpi violenti all'addome e posture scorrette.
Inoltre, condizioni che aumentano la pressione della cavità addominale possono anche causare ernie o peggiorare quelle esistenti. Alcuni esempi potrebbero essere: obesità, tensione durante un movimento intestinale o minzione (stitichezza, ingrossamento della prostata), malattia polmonare cronica e anche fluido nella cavità addominale (ascite).
Inoltre, se i muscoli sono indeboliti a causa della cattiva alimentazione, fumo e sovraffaticamento, è più probabile che si verifichino ernie.
La scuola di pensiero fisiologica sostiene che nel caso dell'ernia inguinale, i suddetti sono solo un sintomo anatomico della causa fisiologica sottostante. Sostengono che il rischio di ernia è dovuto a una differenza fisiologica tra i pazienti che soffrono di ernia e quelli che non ne soffrono, vale a dire la presenza di estensioni aponeurotiche dall'arco aponeurotico del muscolo trasverso dell' addome.
L'ernia della parete addominale può verificarsi a causa di un trauma. Se questo tipo di ernia è dovuto a trauma contusivo, è una condizione di emergenza e potrebbe essere associato a vari organi solidi e lesioni del viscere cavo.

## Classificazione

Ernia del disco

Rispetto alla dislocazione dei visceri, le ernie si distinguono in:
- interne: quando lo spostamento avviene all'interno del corpo;
- esterne: quando i visceri, infiltrandosi tra le strutture che compongono una parete (in particolare quella addominale), si dirigono verso l'esterno diventando evidenti.

Rispetto alle strutture interessate:
- Ernie cerebrali e cerebellari: sono ernie "interne" secondarie allo sviluppo di masse tumorali che impegnano il forame occipitale (ernie tonsillari) o il foro ovale.
- Ernie del disco: per dislocazione del nucleo polposo nel canale spinale del rachide cervicale, toracico, lombare o lombo-sacrale. Si tratta di ernie "interne".
- Ernie diaframmatiche: in cui si ha la dislocazione di visceri addominali in cavità toracica. La più frequente è rappresentata dalla ernia iatale, in cui parte dello stomaco protrude nella cavità toracica attraverso lo iato esofageo. Sono tipiche ernie "interne".
- Ernie addominali: interessano i visceri addominali mobili e sono ernie "esterne". Sono le più frequenti manifestandosi nel 5-6% della popolazione.[26]

## Diagnosi

### Ernia inguinale
Di gran lunga le ernie più comuni (fino al 75% di tutte le ernie addominali) sono le cosiddette ernie inguinali. Le ernie inguinali sono ulteriormente suddivise in ernia inguinale indiretta più comune (2/3), in cui il canale inguinale viene inserito tramite una debolezza congenita all'ingresso (l'anello inguinale interno) e l'ernia inguinale diretta (1/3), dove il contenuto di ernia spinge attraverso un punto debole nella parete posteriore del canale inguinale. Le ernie inguinali sono il tipo più comune di ernia sia negli uomini che nelle donne. In alcuni casi selezionati, possono richiedere un intervento chirurgico. Ci sono casi speciali in cui l'ernia può contenere sia ernia diretta che indiretta, contemporaneamente ernia pantalona, o, sebbene molto rara, possa contenere ernie indirette simultanee.
L'ernia a pantalone (ernia da sella) è un'ernia diretta e indiretta, quando il sacco erniario sporge su entrambi i lati dei vasi epigastrici inferiori.

### Ernia femorale
Le ernie femorali si verificano appena sotto il legamento inguinale, quando il contenuto addominale passa nella zona debole della parete posteriore del canale femorale. Possono essere difficili da distinguere dal tipo inguinale (specialmente quando ascendente il cefalico): tuttavia, generalmente, appaiono più arrotondate e, al contrario delle ernie inguinali, esiste una forte preponderanza femminile nelle ernie femorali. L'incidenza dello strangolamento nelle ernie del femore è alta. Le tecniche di riparazione sono simili per l'ernia femorale e inguinale.
L'ernia di Cooper è un'ernia femorale con due sacche, la prima è nel canale femorale e la seconda passa attraverso un difetto nella fascia superficiale e appare quasi immediatamente sotto la pelle.

### Ernia ombelicale
Coinvolgono la protrusione di contenuti intra-addominali attraverso una debolezza nel sito di passaggio del cordone ombelicale attraverso la parete addominale. Le ernie ombelicali negli adulti sono largamente acquisite e sono più frequenti nelle donne obese o in gravidanza. La decussazione anormale delle fibre sulla linea alba può contribuire.
Solitamente può essere fatta rientrare nella parete addominale senza problemi ed è palpabile la fessura da cui l'ernia fuoriesce, ma solo se è di piccole dimensioni.

### Laparocele
Un'ernia incisionale si verifica quando il difetto è il risultato di una ferita chirurgica incompletamente guarita. Quando questi si verificano in incisioni di laparotomia mediana nella linea alba, sono chiamate ernie ventrali. Queste possono essere i più frustranti e difficili da trattare, poiché la riparazione utilizza tessuto già attenuato.

### Ernia diaframmatica
Più in alto nell'addome, una "interna" ernia diaframmatica si verifica quando parte dello stomaco o dell'intestino sporge nella cavità toracica attraverso un difetto nel diaframma.
Un'ernia iatale è una variante particolare di questo tipo, in cui il normale passaggio attraverso cui l'esofago incontra lo stomaco (iato esofageo) funge da "difetto" funzionale, permettendo a parte dello stomaco di (periodicamente) "erniare" nel torace. Le ernie iatali possono essere "scorrevoli", in cui la giunzione gastroesofageo scivola attraverso il difetto nel petto o non scorrevoli (noto anche come para-esofageo), nel qual caso la giunzione rimane fissa mentre un'altra parte dello stomaco si muove attraverso il difetto. Le ernie non scorrevoli o paraesofagee possono essere pericolose in quanto possono consentire allo stomaco di ruotare e ostruire. Di solito si consiglia la riparazione.
Un'ernia diaframmatica congenita è un problema distinto, che si verifica in 1 nato su 2000 e che richiede un intervento chirurgico pediatrico. Gli organi intestinali possono erniare attraverso diverse parti del diaframma, posterolaterale (nel triangolo di Bochdalek, con conseguente ernia di Bochdalek), o anteromediale-retrosternale (nella fessura del forame di Larrey / Morgagni, con conseguente ernia di Morgagni-Larrey, o ernia di Morgagni).

### Altre ernie
Poiché molti organi o parti di organi possono erniare attraverso molti orifizi, è molto difficile dare una lista esauriente di ernie, con tutti i sinonimi e gli eponimi. L'articolo di cui sopra si occupa principalmente di "ernie viscerali", dove il tessuto erniario si forma all'interno della cavità addominale. Altri tipi di ernia e tipi insoliti di ernie viscerali sono elencati di seguito, in ordine alfabetico:
Le ernie della parete addominale:
- Ernia ombelicale
- Ernia epigastrica: un'ernia attraverso la linea alba sopra l'ombelico.
- Ernia spigeliana, nota anche come ernia ventrale laterale spontanea
- L'ernia di Amyand: contiene l'appendice vermiforme all'interno del sacco erniario[27]
- L'ernia cerebrale, a volte indicata come ernia del cervello, è un effetto collaterale potenzialmente mortale di una pressione intracranica molto elevata che si verifica quando una parte del cervello viene schiacciata attraverso le strutture all'interno del cranio.
- Doppia ernia indiretta: un'ernia inguinale indiretta con due sacche di ernia, senza una concomitante componente di ernia diretta (come si vede in un'ernia da pantalone).
- Ernia iatale: un'ernia dovuta a "esofago corto" - allungamento insufficiente - lo stomaco è spostato nel torace
- L'ernia di Littre: un'ernia che coinvolge il diverticolo di Meckel. Prende il nome dall'anatomista francese Alexis Littré (1658-1726).
- Ernia lombare: un'ernia nella regione lombare (da non confondere con un'ernia del disco lombare), contiene le seguenti entità:
- L'ernia di Petit: un'ernia attraverso il triangolo di Petit (triangolo lombare inferiore). Prende il nome dal chirurgo francese Jean Louis Petit (1674-1750).
- L'ernia di Grynfeltt: un'ernia attraverso il triangolo di Grynfeltt-Lesshaft (triangolo lombare superiore). Prende il nome dal medico Joseph Grynfeltt (1840-1913).
- L'ernia di Maydl: due anse adiacenti dell'intestino tenue si trovano all'interno di un sacco erniario con un collo stretto. La parte interiore dell'intestino all'interno dell'addome viene privata del suo apporto ematico e alla fine diventa necrotica.
- Ernia otturatoria: ernia attraverso il canale otturatore
- Le ernie parastomali, che si verificano quando il tessuto sporge adiacente a una stomia
- Ernia paraumilica: un tipo di ernia ombelicale che si verifica negli adulti
- Ernia perineale: un'ernia perineale sporge attraverso i muscoli e la fascia del pavimento perineale. Può essere primaria ma di solito viene acquisita dopo prostatectomia perineale, resezione addominoperineale del retto o escrescenza pelvica.
- Ernia adesiva: un'ernia rara, situata direttamente sopra il peritoneo, per esempio quando parte di un'ernia inguinale si proietta dall'anello inguinale profondo allo spazio preperitoneale.
- Ernia di Richter: un'ernia che coinvolge solo una parete laterale dell'intestino, che può causare uno strangolamento dell'intestino che porta alla perforazione attraverso l'ischemia senza causare ostruzione intestinale o uno qualsiasi dei suoi segni premonitori. Prende il nome dal chirurgo tedesco August Gottlieb Richter (1742-1812).
- Ernia sdrucciolevole: si verifica quando un organo viene trascinato lungo una parte del peritoneo o, in altre parole, l'organo fa parte del sacco erniario. Il colon e la vescica urinaria sono spesso coinvolti. Il termine spesso si riferisce anche a ernie scorrevoli dello stomaco.
- Ernia del forame sciatico: questa ernia nel forame sciatico si presenta più comunemente come una massa fastidiosa nell'area glutea. Può anche verificarsi un'ostruzione intestinale. Questo tipo di ernia è solo una rara causa della nevralgia sciatica.
- Ernia dello sport: un'ernia caratterizzata da dolore all'inguine cronico negli atleti e un anello inguinale superficiale dilatato.
- Ernia di Velpeau: un'ernia all'inguine davanti ai vasi sanguigni femorali

## Ernia addominale

### Eziologia e patogenesi
Le ernie addominali possono essere divise in:
- ernie congenite: l'ombelico (passaggio del cordone ombelicale) e il dotto peritoneo vaginale (migrazione del testicolo nello scroto) sono due strutture presenti nel feto che vanno incontro a obliterazione dopo la nascita. Una loro chiusura insufficiente dà luogo alla formazione di ernie dette congenite, rispettivamente:
  - onfalocele e ernia ombelicale neonatale nel caso dell'ombelico
  - ernia inguinale congenita quando viene impegnato il dotto peritoneo vaginale residuo
- ernie acquisite: sono quelle che si fanno strada attraverso "aree di debolezza" della parete addominale.

Nel meccanismo patogenetico dell'ernia è necessario che si verifichino due condizioni:
- una predisponente, quale può essere una malformazione o una debolezza congenita della parete o un suo assottigliamento quale si può osservare nelle magrezze costituzionali, nell'età avanzata, in corso di gravidanza
- una scatenante, dovuta all'aumento della pressione endo-addominale.

Responsabili possono essere situazioni patologiche come l'ascite o la bronchite cronica (per i continui colpi di tosse) o la stipsi cronica, ma anche l'obesità, gli sforzi ripetuti o quelli eccessivi.

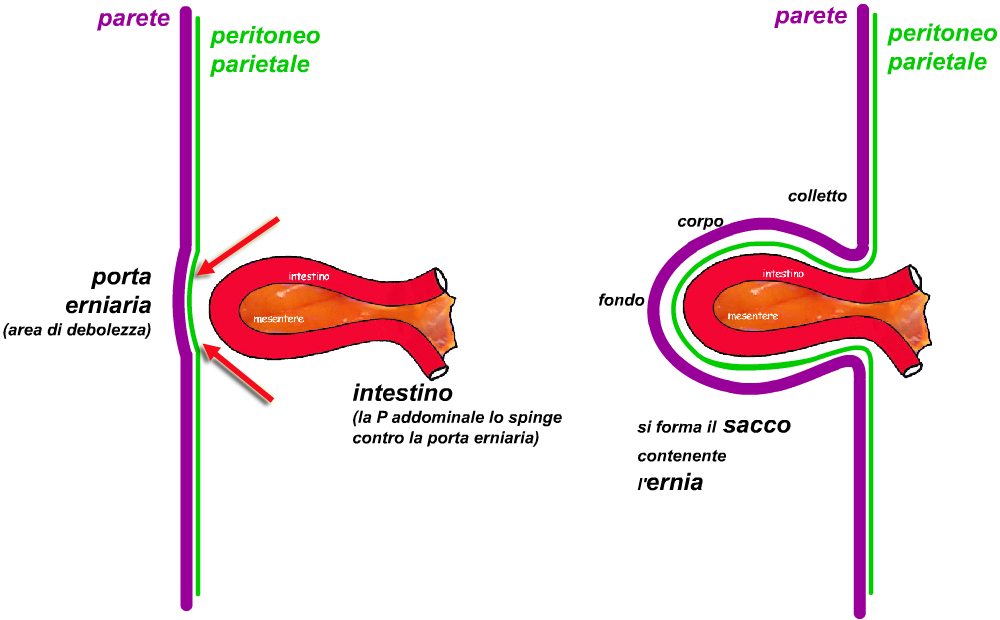
Diagramma di "estroflessione sacciforme"

Il prevalere dei fattori predisponenti o di quelli scatenanti determina la distinzione tra:
- ernie da debolezza
- ernie da sforzo.

In ogni caso i visceri mobili addominali, premendo contro le pareti che li contengono, possono impegnarsi in alcuni orifizi o canali anatomici che servono al passaggio di vasi, nervi o altre strutture e che sono presenti in determinate aree dette, per questo motivo, porte erniarie.
Aumenti di pressione intensi (sforzi) o reiterati sulle porte erniarie determinano un cedimento progressivo delle strutture parietali e quindi anche del peritoneo parietale che riveste la cavità addominale, con formazione di una "estroflessione sacciforme", nella quale i visceri possono insinuarsi.
Aumenti di pressione più modesti o occasionali possono determinare lo stesso effetto quando esercitati su aree indebolite.

### Caratteristiche ed epidemiologia
Ogni ernia è caratterizzata, secondo il modello patogenetico descritto, da:
- Una porta attraverso la quale si fa strada e che la contraddistingue: ernia inguinale, crurale, ombelicale.
- Un sacco costituito dal peritoneo parietale estroflesso e nel quale sono distinguibili un "colletto" (orifizio del sacco), un "corpo" ed un "fondo". Il sacco, accrescendosi, si infiltra tra i vari strati che compongono la parete addominale fino a raggiungere il piano sottocutaneo.
- Un contenuto rappresentato dal tipo di viscere mobile, più spesso intestino tenue ed epiploon, presente nel sacco.

Questo contenuto abitualmente ha la proprietà di poter rientrare in cavità addominale, qualche volta no. In relazione a questa caratteristica è possibile distinguere le ernie in:
- riducibili: quando il contenuto rientra in addome. Ciò può avvenire spontaneamente, nel passaggio dalla posizione eretta a quella supina, o mediante una delicata manovra di spremitura: per taxis. Le ernie riducibili vengono, a loro volta, distinte in:
  - contenibili: se la massa, una volta riposizionata in addome, vi rimane
  - incontenibili: quando i visceri ritornano immediatamente fuori al cambio di postura o al minimo sforzo, quale può essere un colpo di tosse.
- irriducibili: quando non è possibile riportare in addome il "contenuto". La irriducibilità di un'ernia è legata alla quantità eccessiva o alla voluminosità dei visceri erniati ma più spesso alle aderenze che si formano tra loro e con le pareti del sacco.

Si dicono permagne le ernie particolarmente voluminose e irriducibili perché la quantità di intestino fuoruscito è talmente grande da aver perduto, come si dice, il "diritto di domicilio" in addome.
Le ernie assumono il nome dalla porta erniaria attraverso la quale si fanno strada:
- Ernia inguinale. Si forma in regione inguinale. Predilige il sesso maschile e costituisce in assoluto l'ernia più frequente. Si riscontra nella prima infanzia (forma congenita) ma particolarmente nell'età adulta (ernia da sforzo) e nella vecchiaia (ernia da debolezza).
- Ernia crurale. Si forma in regione crurale ed è la seconda in ordine di frequenza. Colpisce prevalentemente il sesso femminile a causa della conformazione del bacino.
- Ernia ombelicale. Impegna l'ombelico. Si riscontra in entrambi i sessi e a tutte l'età. Molto frequente nelle persone obese e in presenza di ascite.
- Ernia epigastrica. Si forma lungo la linea alba.
- Ernia semilunare. È detta ernia di Spigelio o ventrale laterale per la posizione che occupa di lato al muscolo retto nel punto in cui i vasi epigastrici incontrano la linea semilunare di Spigelio.
- Ernia otturatoria. Si fa strada attraverso il forame otturatorio, alla radice della coscia.
- Ernia lombare. Da non confondere con le ernie del disco a livello lombare. Se ne conoscono due varietà:
  - ernia di Petit: quando si manifesta nel triangolo di Petit formato dalla cresta iliaca, dal Muscolo gran dorsale e dal Muscolo obliquo esterno
  - ernia di Grynfeltt-Lesshaft: se impegna il triangolo lombare superiore formato dai muscoli spinali, dal Muscolo obliquo interno e dal margine della XII costa[29][30].

### Sintomatologia e complicazioni
L'ernia ha una sintomatologia fastidiosa e a volte penosa per il paziente. Viene avvertita come una sensazione di tensione o peso che, in determinate condizioni quali l'ortostatismo prolungato, sforzi particolari, ma anche nelle prime fasi della malattia, può accompagnarsi a fitte dolorose che cessano comunque al rientrare dell'ernia in cavità addominale.
La grandezza della tumefazione erniaria è legata al tipo di ernia e al suo grado di sviluppo. Inizialmente è poco o affatto evidente ma con il passare del tempo diventa sempre più voluminosa fino a raggiungere in alcuni casi (ernia ombelicale ma soprattutto inguinale) un volume mostruoso.
La sua consistenza al tatto è teso-elastica, pastosa o granulosa a seconda del contenuto.
La sintomatologia dell'ernia si aggrava notevolmente nel caso di complicazioni:
- Infiammazione. È piuttosto rara e comporta la formazione di aderenze tra i visceri erniati e la parete sacculare. Di solito è secondaria ad un trauma violento o a microtraumi ripetuti, quali quelli dovuti al cinto che alcuni pazienti indossano per contenere l'ernia.
- Irriducibilità. È caratteristica delle ernie permagne e di quelle che hanno subito fenomeni infiammatori con formazione di aderenze.
- Intasamento. È una complicazione tipica delle ernie inguinali quando sia presente il sigma, segmento del colon contenente feci formate. In questi casi può accadere che la massa fecale si accumuli progressivamente nell'ansa erniata distendendola e ostruendola. Il conseguente blocco del transito intestinale provoca una occlusione intestinale meccanica, patologia che richiede un trattamento tempestivo. Nelle fasi iniziali e in presenza di situazioni generali particolarmente compromesse (in cui si richiede il rinvio temporaneo dell'intervento chirurgico) si può tentare anche una riduzione per taxis, manovra che deve essere eseguita con le dovute cautele, per evitare che una pressione eccessiva sull'intestino disteso possa determinarne la rottura.
- Strozzamento. Interviene quando le strutture che formano il "colletto" del sacco improvvisamente esercitano un'azione di strangolamento sul segmento di intestino che lo attraversa e sul peduncolo vascolare contenuto nel suo mesentere con gravi conseguenze sulla circolazione dell'organo.
 Questa complicazione è particolarmente temibile perché, se non viene risolta tempestivamente, porta alla necrosi ischemica con conseguente perforazione della parete intestinale.
 La patogenesi di questa complicazione è oggetto di discussioni e le ragioni per cui un colletto normalmente beante d'improvviso si trasformi in un "cingolo strozzante" non sono state completamente chiarite. Molto evidente è invece il quadro clinico con cui lo strozzamento si manifesta nelle ernie esterne e che è caratterizzato da:
  - irriducibilità improvvisa (in genere dopo uno sforzo)
  - dolore spontaneo esacerbato dalla palpazione della tumefazione, che diventa tesa e dura
  - segni di occlusione intestinale
  - segni di peritonite in caso di perforazione con versamento del contenuto settico in cavità addominale.
In presenza di uno strozzamento le manovre di riduzione per taxis sono controindicate sia perché molto rischiose (rottura dell'intestino già sofferente) sia perché, quando praticate con successo e una volta che l'intestino è stato riportato in addome, non consentono di valutare l'entità dell'eventuale danno ischemico che ha subito. L'intervento chirurgico invece consente l'esplorazione diretta del viscere coinvolto e quando praticato con tempestività riesce a evitare danni ischemici irreversibili all'intestino risparmiando al paziente la più complessa e rischiosa resezione del tratto intestinale necrotico.

Più subdola invece è la sintomatologia dello strozzamento delle ernie interne che si manifesta con un quadro di addome acuto.

## Scenario clinico

### Ernia inguinale
Si fa strada nella regione inguinale, area triangolare delimitata:
- in basso da una linea che si identifica con il legamento inguinale,
- medialmente dal margine laterale del muscolo retto dell'addome
- da una terza linea ideale che congiunge la spina iliaca anteriore superiore al margine del muscolo retto.

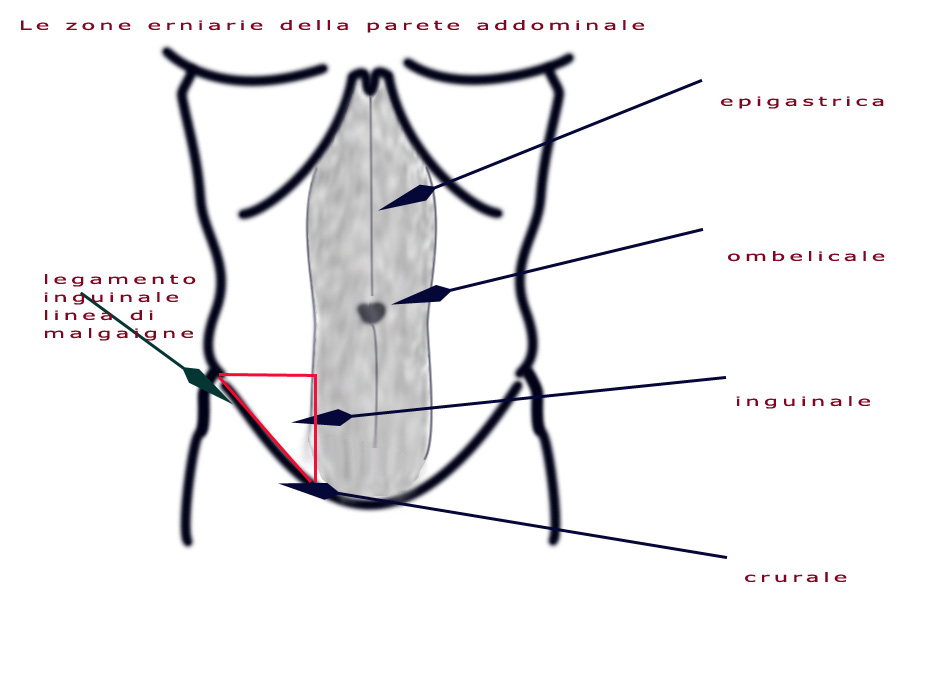
Area triangolare dell'ernia inguinale

Questa area è percorsa dal canale inguinale (costituito da un orifizio interno, dal canale vero e proprio e da un orifizio esterno) che nel maschio è attraversato dal funicolo spermatico e nella donna dal legamento rotondo dell'utero.
L'ernia nel suo percorso segue il canale inguinale impegnandone prima l'orifizio interno, poi progressivamente tutto il resto fino a sporgere fuori dall'orifizio esterno. Nel suo progredire viene a contatto con il funicolo spermatico infiltrandosi tra gli elementi che lo compongono e con i quali contrae aderenze lasse. Una volta superato l'orifizio esterno il sacco erniario occupa nel maschio la borsa scrotale, nella donna la regione delle grandi labbra. Rispetto a questo percorso si distinguono vari quadri clinici:
- Punta d'ernia: corrispondente all'impegno iniziale dell'ernia nell'orifizio interno, non è visibile né apprezzabile.
- Ernia interstiziale: quando il sacco e quindi l'ernia hanno invaso il canale inguinale. Non è visibile ma apprezzabile.
- Ernia inguino-scrotale: rappresenta la forma più avanzata ed evidente. L'ernia infatti, inizialmente piccola, ha la caratteristica di aumentare di volume col tempo occupando progressivamente lo scroto.

Nelle fasi iniziali l'ernia, anche se non visibile, può essere svelata ricorrendo ad una manovra particolare che consiste nell'introduzione, da parte dell'esaminatore, del dito indice nello scroto del paziente a contatto con l'orifizio inguinale esterno. Il paziente viene invitato quindi ad uno sforzo, un colpo di tosse. Ciò determina un aumento della pressione endo-addominale che spinge i visceri verso la porta erniaria e quindi verso il canale inguinale. L'ernia lo percorre e, anche se per un attimo, sporge dall'orifizio esterno venendo a contatto con il polpastrello dell'esaminatore.
Una forma particolare di ernia inguinale è l'ernia congenita. Si manifesta abitualmente nella prima infanzia, ma può farlo anche più tardi, con una patogenesi diversa. Il sacco infatti, in queste ernie, non si forma progressivamente con il meccanismo già descritto a proposito della patologia dell'adulto, ma è presente già alla nascita per mancata obliterazione del dotto peritoneo vaginale. Quest'ultimo è un condotto, presente nella fase fetale, che serve alla migrazione del testicolo dalla sua posizione originaria vicino al rene verso il basso, nello scroto, e che, di norma, alla nascita va incontro a chiusura.

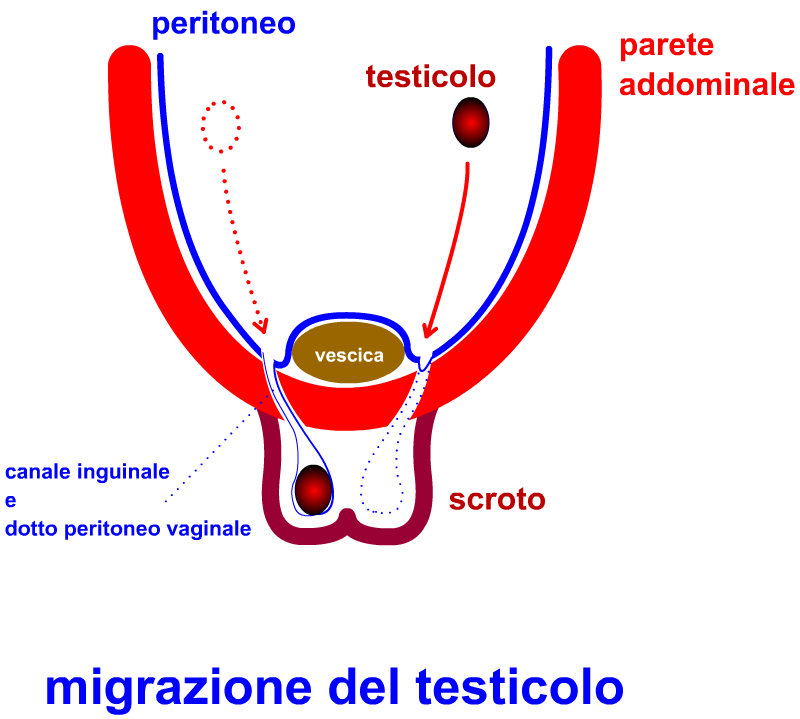
Ernia congenita: discesa del testicolo nello scroto

La diagnosi di ernia inguinale è agevole nelle forme conclamate, difficile in quelle iniziali, impossibile, almeno clinicamente, agli esordi.

Nelle forme scrotali s'impone la diagnosi differenziale con alcune patologie a carico del testicolo: varicocele, idrocele, tumori.
La terapia dell'ernia inguinale si divide in due: terapia di prevenzione, che consiste nel modificare le abitudini scorrette del paziente, eliminando sigarette, alcool, migliorando la dieta alimentare e seguendo determinati esercizi ginnici. Viceversa, nelle forme più avanzate, quando l'ernia è di dimensioni superiori a un uovo, si ricorre all'intervento chirurgico.
L'ematoma è relativamente frequente. Una complicanza rara è l'ischemia e atrofia del testicolo, quando c'è una lesione dell'arteria spermatica funicolare e mancano circoli suppletivi.

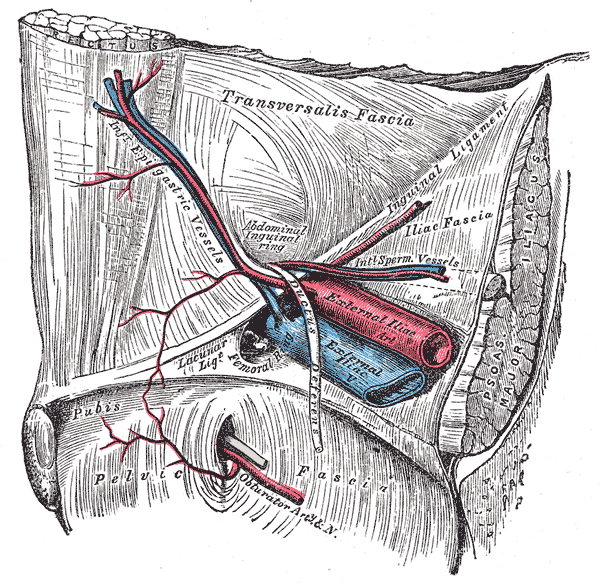
Ernia crurale: in alto l'orifizio crurale
In basso il forame otturatorio

### Ernia crurale
Questa ernia, conosciuta anche come "ernia femorale" si manifesta nella regione crurale (in corrispondenza del triangolo di Scarpa: anello muscolare in cui passa il fascio vascolonervoso femorale). Si fa strada attraverso la porta crurale, nella lacuna vascolorum, orifizio che serve al passaggio dei grossi vasi della coscia: arteria e vena femorale.
Colpisce quasi esclusivamente il sesso femminile, in cui rappresenta circa il 50% di tutte le ernie, a causa della configurazione del bacino che comporta uno slargamento di questa porta. È costituita soprattutto da epiploon, non raggiunge mai grandi dimensioni e abitualmente non è riducibile.
La diagnosi clinica è semplice nelle forme conclamate e la posizione della tumefazione che rimane costantemente al di sotto della linea inguinale di Malgaigne (che idealmente congiunge la spina iliaca anteriore superiore al tubercolo pubico) serve a distinguerla dalle ernie inguinali in cui la tumefazione si presenta invece al di sopra. Più problematica è invece la diagnosi differenziale rispetto alle tumefazioni a carico del linfonodo di Cloquet, un grosso linfonodo presente in sede crurale e che può essere interessato da varie patologie, anche gravi.

### Ernia ombelicale
Rappresenta la terza in ordine di frequenza tra le ernie addominali. Si manifesta nella regione ombelicale facendosi strada attraverso l'orifizio ombelicale. Si distinguono varie forme:
- Ernia embrionale e fetale. Sono entrambe di natura congenita essendo legate ad un difetto di chiusura della parete addominale presente alla nascita. L'ernia embrionale è detta onfalocele.
- Ernia neonatale. Si osserva nel neonato per un difetto di chiusura dell'ombelico dopo la caduta del cordone ombelicale. Tende a regredire spontaneamente, in genere entro il primo anno di vita, altrimenti va trattata chirurgicamente.
- Ernia dell'adulto. Tipica ernia da debolezza si può manifestare a tutte le età e nei due sessi con prevalenza per quello femminile e per le persone di colore. Può diventare anche molto voluminosa. Nelle forme inveterate sono frequenti fenomeni aderenziali tra il sacco e la cute che può presentare edemi e piccole ulcere. L'ernia ombelicale può essere irriducibile e andare incontro, sia pure raramente, a strozzamento. Si accompagna in qualche caso a disturbi di tipo dispeptico e a dolori vaghi irradiati a fascia.

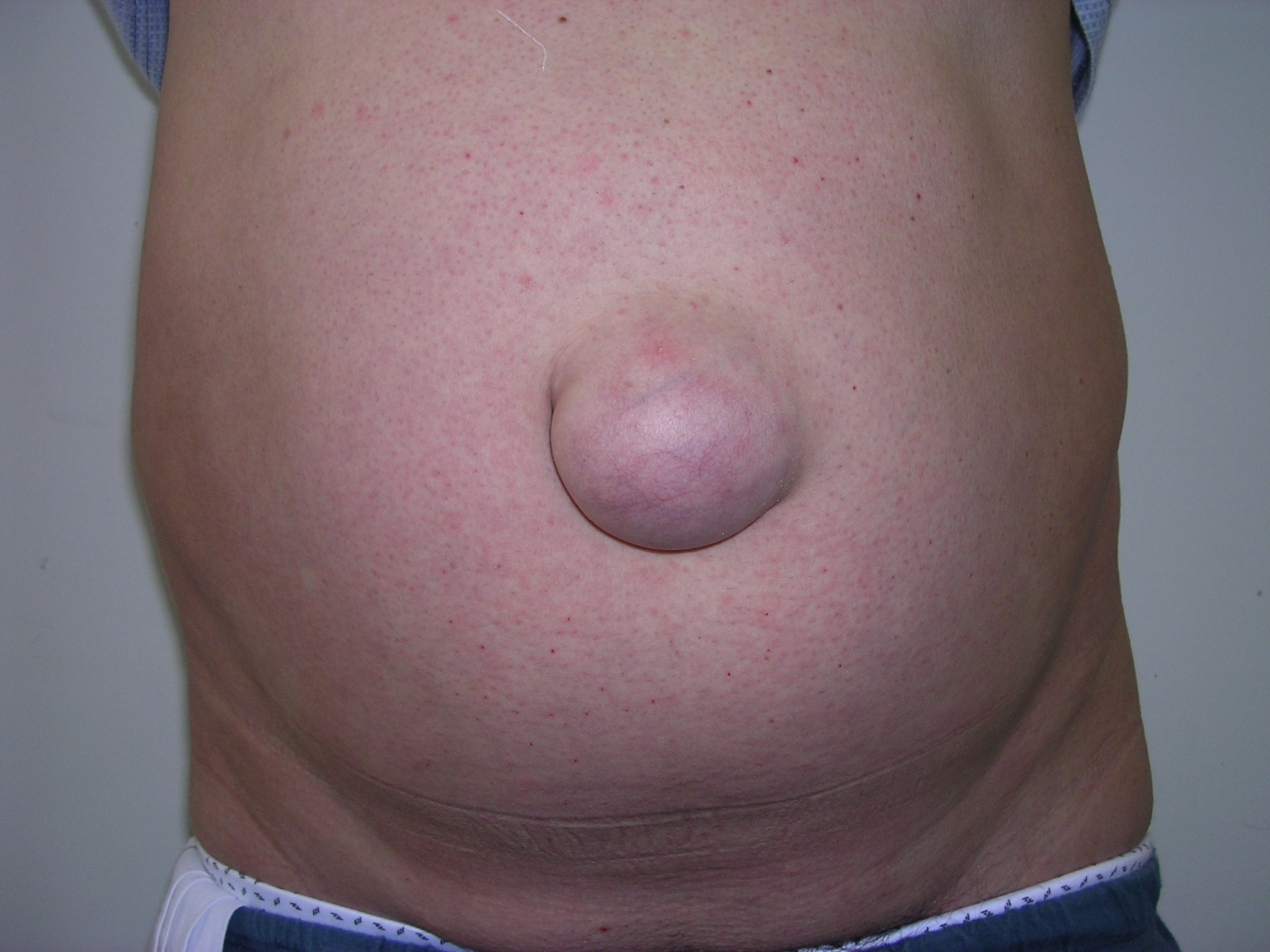
Ernia ombelicale

### Ernia epigastrica
È localizzata in regione epigastrica, quindi mediana e sovra-ombelicale. Si fa strada attraverso le piccole lacune presenti nella linea alba e che servono al passaggio dei vasi e dei nervi locali.
Può contemporaneamente presentarsi in più di un punto. Raggiunge al massimo il volume di un piccolo uovo e contiene per lo più epiploon, grasso preperitoneale e solo raramente anse intestinali.

Le ernie, quando piccole, possono rimanere a lungo asintomatiche. Altre volte, anche in assenza di tumefazioni evidenti, possono manifestarsi con sintomi anche rilevanti: dolore a cintura, dispepsia, gastralgia, che richiedono una diagnosi differenziale con alcune patologie importanti quali la pancreatite o la malattia peptica.

## Terapia
L'ernia deve essere considerata la classica malattia di pertinenza chirurgica, nel senso che può e deve essere curata solo operatoriamente. L'intervento, con le tecniche attuali semplice e rapido, viene praticato in anestesia locale, in regime di day hospital (ricovero di poche ore) e consente una rapida ripresa delle proprie attività sociali e lavorative. Vi sono lievi rischi di recidiva e le complicazioni post-operatorie sono minime. Col tempo è andato aumentando il numero dei fautori della tecnica laparoscopica, o mini-invasiva, nel trattamento chirurgico dell'ernia. È tuttavia evidente che proprio per questa patologia e rispetto alle tecniche open tradizionali essa risulta invece più invasiva e laboriosa. Condivisibile invece l'indicazione laparoscopica nei casi di ernia bilaterale, di ernia recidiva, di ernia contestuale ad altre patologie.

## Il cinto erniario
Il cinto erniario è un apparecchio utilizzato per il contenimento dell'ernia. È formato da un cuscinetto rigido che applicato sulla porta erniaria vi esercita una pressione tale da impedire la fuoruscita dei visceri, e da una serie di cinghie e tiranti che servono a tenerlo in posizione.
Non deve essere considerato una cura dell'ernia la cui terapia è esclusivamente chirurgica, ma piuttosto come un sistema palliativo il cui impiego, razionale fino alla fine del XIX secolo (epoca in cui si sviluppò la chirurgia generale e quella dell'ernia), oggi appare anacronistico.
Eppure capita di trovare traccia di questi cinti in molte pubblicità che promettono la ' cura dell'ernia senza intervento '.
In realtà ancora oggi il cinto può trovare un impiego nei rari casi in cui vi sia una controindicazione assoluta alla terapia chirurgica, ma nelle situazioni normali il suo utilizzo in alternativa o come preparazione all'intervento è da ritenere sbagliato.
Il cinto stesso, infatti, spostandosi può essere causa diretta dello strozzamento dell'ernia, ma soprattutto e con maggiore frequenza ne rappresenta la causa indiretta. I microtraumi che esercita sulla porta erniaria provocano, infatti,
l'infiammazione dei tessuti che costituiscono il colletto del sacco con conseguenti ispessimenti e fenomeni aderenziali che hanno un ruolo determinante nella patogenesi di quella possibile complicazione mentre rendono comunque difficoltose alcune manovre chirurgiche in corso di intervento.